# Hime damasi
Hime damasi är en fiskart som först beskrevs av Tanaka, 1915.  Hime damasi ingår i släktet Hime och familjen Aulopidae. Inga underarter finns listade i Catalogue of Life.